# ونویکن
ونویکن (به لاتین: Vanvikan) یک سکونتگاه مسکونی در نروژ است که در Leksvik واقع شده‌است.

## خصوصیات
ونویکن ۰٫۵۷ کیلومترمربع مساحت و ۷۴۱ نفر جمعیت دارد و ۵۹ متر بالاتر از سطح دریا واقع شده‌است.